# Kraków-Częstochowa Jura
Kraków-Częstochowa Jura også kendt som det Polske jurahøjland eller Polske Jura (polsk: Jura Krakowsko-Częstochowska), er en del af Jura-bjergene i det sydlige Polen, der strækker sig mellem byerne Kraków, Częstochowa og Wieluń . Den polske Jura grænser op til det Lillepolske højland mod nord og øst, foden af de Vestlige Karpater mod syd og det Schlesiske højland mod vest.
De polske Jura består af et kuperet landskab med kalksten fra juratiden, klipper, dale og store kalkstensformationer med omkring 220 huler. Højlandet udviklede sig siden den palæogene periode, under klimatiske forhold der ændrede sig betydeligt. Dens hovedkomponent er et peneplant område, med klipper og stenmasser, der modstod erosion, genereret som hårdere sten på senjuraopbygning omgivet af mindre modstandsdygtig kalksten i samme alder. De polske Jurabjerge besøges af omkring 400.000 mennesker om året. En del af det ligger i Ojców Nationalpark, den mindste af Polens tyve nationalparker, der er blandt de mest attraktive rekreative områder i landet.

## Flora og fauna
Jurashøjlandet i Kraków-Częstochowa består af et rigt økosystem, hvor helt modsatte planter sameksisterer inden for den samme tidsramme, dels på grund af det unikke mikroklima og også på grund af, at hele højlandet er omgivet af urskov. Plante- og dyreliv er meget biodiverse med over 1.600 plantearter og 5.500 dyrearter. Disse omfatter 4.600 arter af insekter, herunder 1.700 biller og 1.075 sommerfugle og 135 fugle. Pattedyr omfatter bæver, grævling, hermelin og 15 arter af flagermus, hvoraf mange går i dvale i parkens huler om vinteren.
Højlandets klima adskiller sig markant fra det omkringliggende område. Sne dækker området i 80 dage om året, og regntiden varer fra april til september. Årlig nedbør varierer mellem 650–700 mm, højere end i omgivende regioner, er median temperatur lavere fra 0,5 til 1,0° C. Gennemsnitstemperaturen er 19° C om sommeren og -3° C om vinteren.
Der er en række floder, der stammer fra Kraków-Częstochowa Højlandet, blandt dem Warta, Biała Przemsza, Pilica, Dłubnia, Szreniawa, Prądnik, Wiercica og Rudawa.
Bortset fra en mangfoldighed af plante- og dyrearter kan man finde et unikt kulturlandskab med arkæologiske genstande og relikvier fra gamle bebyggelser med en enorm samling af artefakter. Den tidligste bosættelse i området dateres til den ældste stenalder for cirka 12.000 år siden. Regionen er rig på flint, der tiltrak tidlige mennesker.